# Next Stop, Greenwich Village
Next Stop, Greenwich Village é um filme de comédia dramática estadunidense de 1976, escrito e dirigido por Paul Mazursky. O roteiro do diretor é semibiográfico e a produção participou do Festival de Cannes. Foi o primeiro filme de Bill Murray, num pequeno papel não creditado.

## Elenco
- Lenny Baker...Larry Lapinsky
- Shelley Winters...Fay Lapinsky
- Ellen Greene...Sarah
- Lois Smith...Anita
- Dori Brenner...Connie
- Christopher Walken...Robert (creditado como Chris Walken)
- Antonio Fargas...Bernstein
- Jeff Goldblum...Clyde Baxter
- Bill Murray (não creditado)...Nick Kessler
- Stuart Pankin (não creditado)...homem da festa
- Vincent Schiavelli (não creditado)...homem na festa de aluguel
- Lou Jacobi...Herb
- Mike Kellin...Ben Lapinsky
- Sid Weinberg...Diretor de elenco
- Joe Spinell...guarda da Estação (creditado como Joe Spinnell)
- Denise Galik...Ellen

## Sinopse
Em 1953, o jovem judeu aspirante a ator de 22 anos, Larry Lapinsky, deixa o lar de seus pais no Brooklyn, para contrariedade da mãe superprotetora Fay. Larry se muda para um lugar a poucos quarteirões dali, no boêmio Greenwich Village. Enquanto participa de testes para filmes, estuda numa escola de teatro e trabalha na lanchonete do Herb, ele convive com um grupo de amigos excêntricos e namora a liberada Sarah. Os amigos são a suicida Anita, o homossexual Bernstein, o mulherengo Robert e Connie.